# 李可挙
李 可挙（り かきょ、生年不詳 - 885年）は、唐代の軍人。盧龍軍節度使。鉄勒同羅部の阿布思の末裔にあたる。

## 経歴
李茂勲の子として生まれた。乾符3年（876年）、盧龍軍節度副使・幽州大都督府左司馬となり、右散騎常侍を加えられ、節度留後をつとめた。乾符4年（877年）、盧龍軍節度使の父が致仕すると、可挙は節度使の任を嗣いだ。乾符5年（878年）、可挙は李国昌を討った。広明元年（880年）、薬児嶺で李国昌と戦って破った。中和4年（884年）、検校太尉に累進した。
ときに河東節度使の李克用（李国昌の子）の軍勢が盛んになり、義武軍節度使の王処存とひそかに結んでいた。可挙は李克用の勢力が山東を窺うのを恐れて、雲州の赫連鐸に使者を送って李克用の背後を脅かさせ、成徳軍節度使の王鎔と図って挙兵し、易州と定州を兼併しようとした。光啓元年（885年）、可挙は部将の李全忠を派遣して易州を攻めさせた。将の劉仁恭が城壁の下に地下道を掘って易州を攻め落とした。易州を占領した幽州の兵は油断しきっており、王処存が軽装の兵3000に羊の皮を被らせて、夜間に城外に伏せておくと、幽州の兵は「羊」を鹵獲しようと出てきた。王処存はこれを一戦して撃破し、まもなく易州の城を奪回した。李全忠は逃げ帰ったが、可挙に敗戦の罪を問われるのを恐れ、敗残の兵を集めて幽州に反攻した。可挙は危難に陥って、その一族を集めて楼閣に登り、自ら焼け死んだ。

## 伝記資料
- 『旧唐書』巻180 列伝第130
- 『新唐書』巻212 列伝第137